# Yaesu (Tokio)

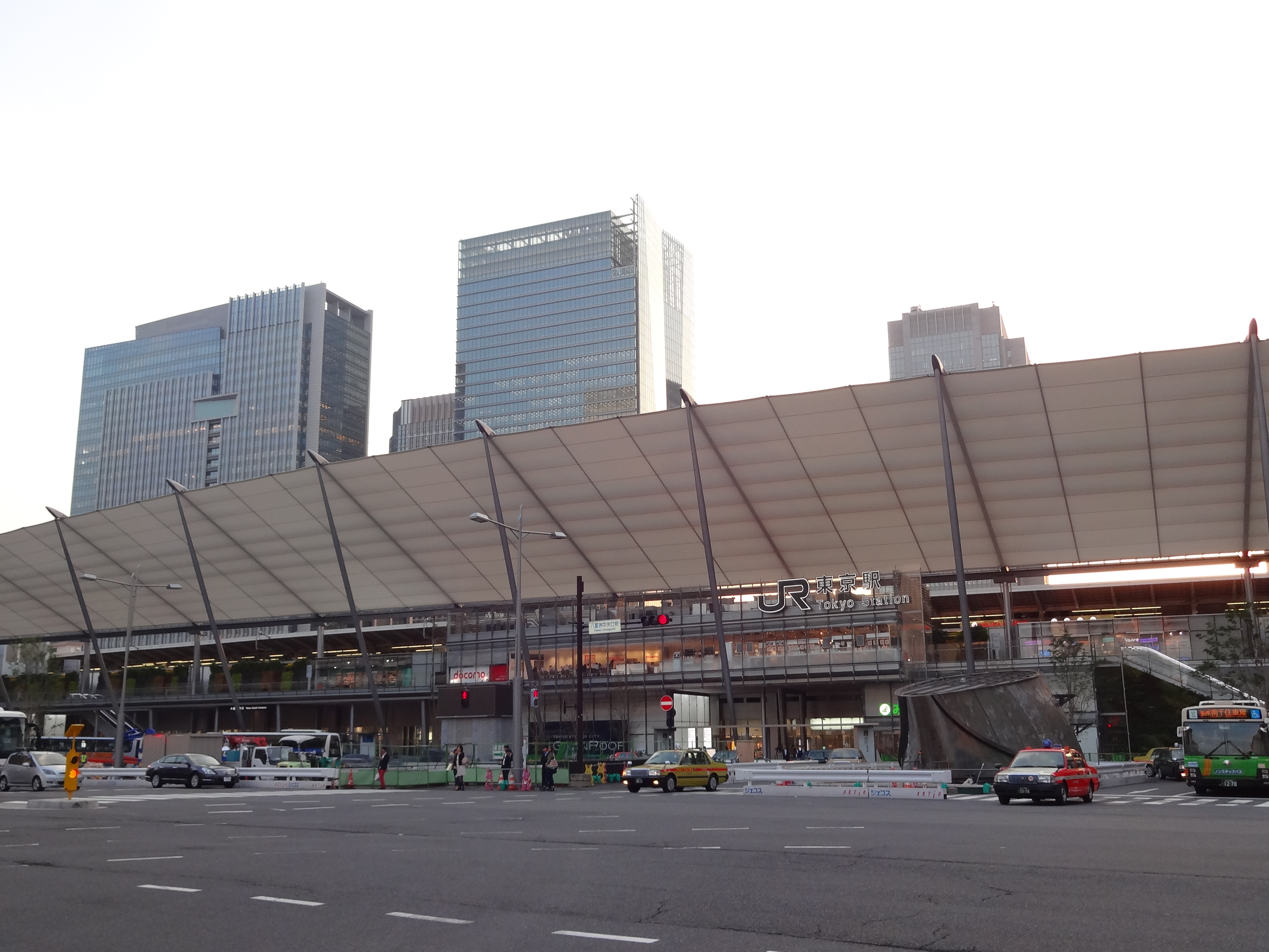
Der heutige Yaesu-Eingang des Bahnhofs Tokio mit dem „GranRoof“, nach der Adresse bereits in Marunouchi in der Nachbargemeinde Chiyoda.

Yaesu (jap. 八重洲) ist ein Stadtteil des Bezirks Chūō im Osten der japanischen Präfektur Tokio. Er befindet sich im Zentrum Tokios unmittelbar östlich des Bahnhofs Tokio. Er gliedert sich in zwei nummerierte Viertel (chōme) mit jeweils 0,09 km² Fläche, in denen zum 1. Juni 2016 laut Meldestatistik 115 Einwohner in 76 Haushalten lebten. Die Postleitzahl von Yaesu 1-chōme ist 103-0028, die von Yaesu 2-chōme 104-0028.

## Überblick
Das Gebiet, das nach der Adresse Yaesu heißt ist klein, allerdings wird damit oft generell die gesamte Ostseite des Bahnhofs Tokio, die durch den Yaesu-Eingang (八重洲口, Yaesu-guchi) zugänglich ist, während die Westseite, zu der man über den Marunouchi-guchi kommt mit Marunouchi bezeichnet wird, dem Stadtteil, zu dem geographisch auch der Bahnhof selbst gehört.
Die Gegend ist wegen ihrer guten Lage vor allem ein Büroviertel. Viele Unternehmen haben ihren Hauptsitz in Yaesu, einige wie der Verlag Yaesu (Yaesu Shuppan, engl. Yaesu Publishing) oder der Funkgerätehersteller Yaesu Musen tragen auch den Namen Yaesu. Bei Neubauten zu Beginn des 21. Jahrhunderts entstanden verstärkt Geschäfte. Die 1965 eröffnete unterirdische Ladenpassage Yaesu (Yaesu chikagai, engl. Yaesu shopping mall) ist nach Verkaufsfläche eine der größten in Japan.
Der Name Yaesu leitet sich vom Niederländer Jan Joosten van Lodensteyn ab, genauer von dessen japanischen Namen Yayōsu (耶楊子, von der japanischen Aussprache seines Namens als Yan Yōsuten). Joosten war in der frühen Edo-Zeit nach Japan gekommen und diente Shōgun Tokugawa Ieyasu als Berater für internationale Beziehungen und als Dolmetscher. Die Residenz, die er von Shōgun für seine Dienste erhielt, lag in der Nähe.
Die heutigen Umrisse erhielt Yaesu bei einer Neufestlegung der Stadtteilnamen 1954. Dabei entspricht Yaesu 1-chōme dem vorherigen Stadtteil Gofukubashi (呉服橋) im ehemaligen Bezirk Nihombashi, 2-chōme dagegen Makichō (槇町) im alten Bezirk Kyōbashi. Yaesu ist der einzige Stadtteil in Chūō, der die frühere Bezirksgrenze zwischen Nihombashi und Kyōbashi überspannt, wovon unter anderem die unterschiedlichen Postleitzahlen heute noch zeugen.

## Geographie

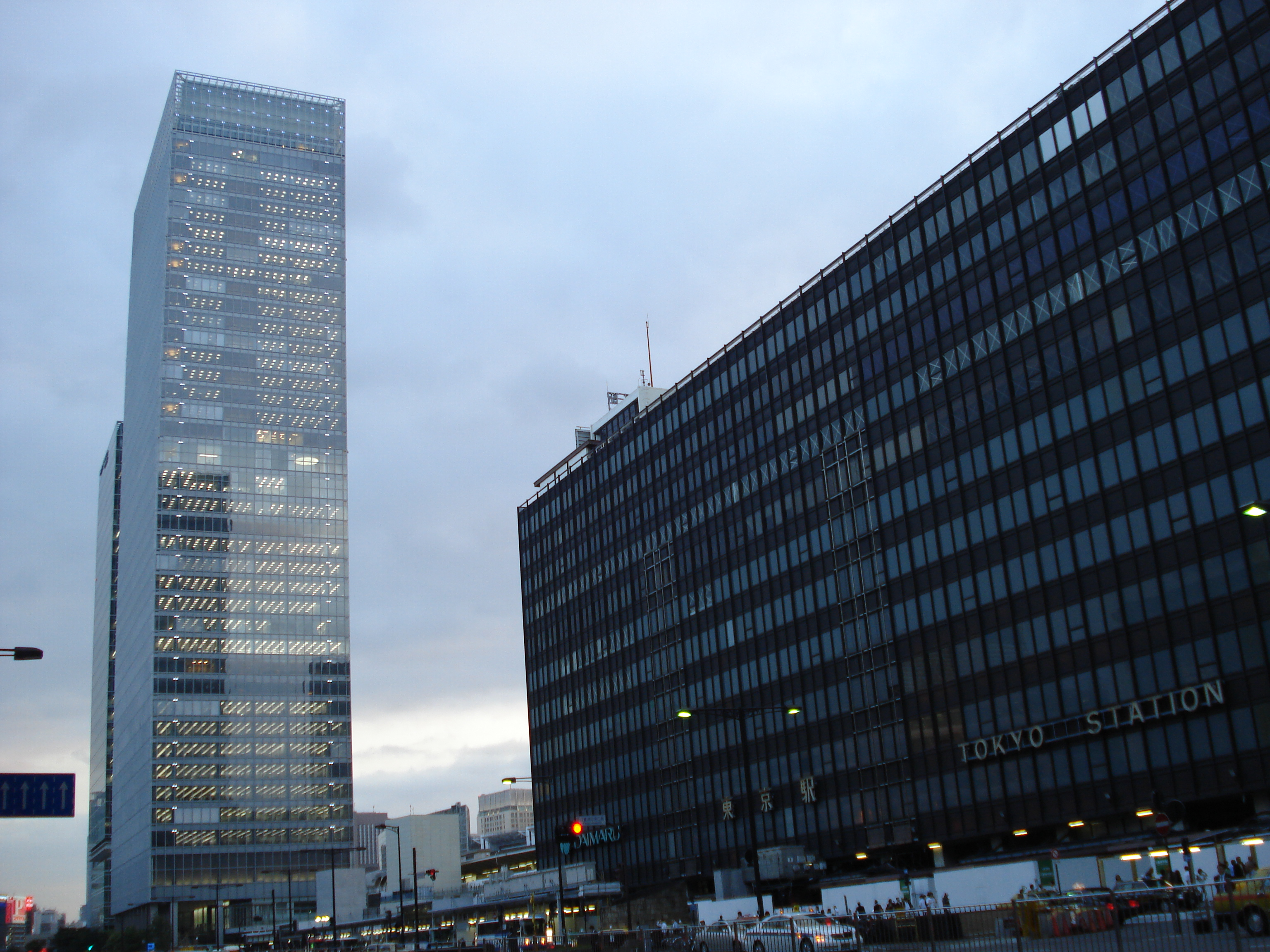
Der 2007 nach Entwürfen von Helmut Jahn fertiggestellte Südturm des GranTokyo

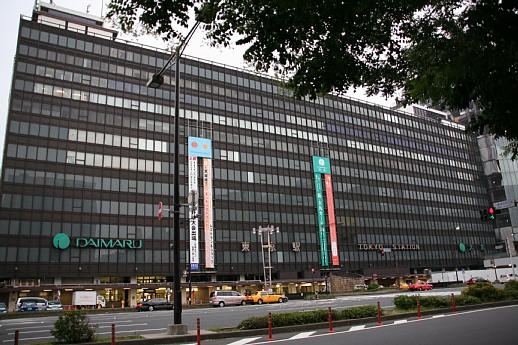
Der Yaesu-Eingang vor dem Abriss des Tetsudō-Kaikan-Building

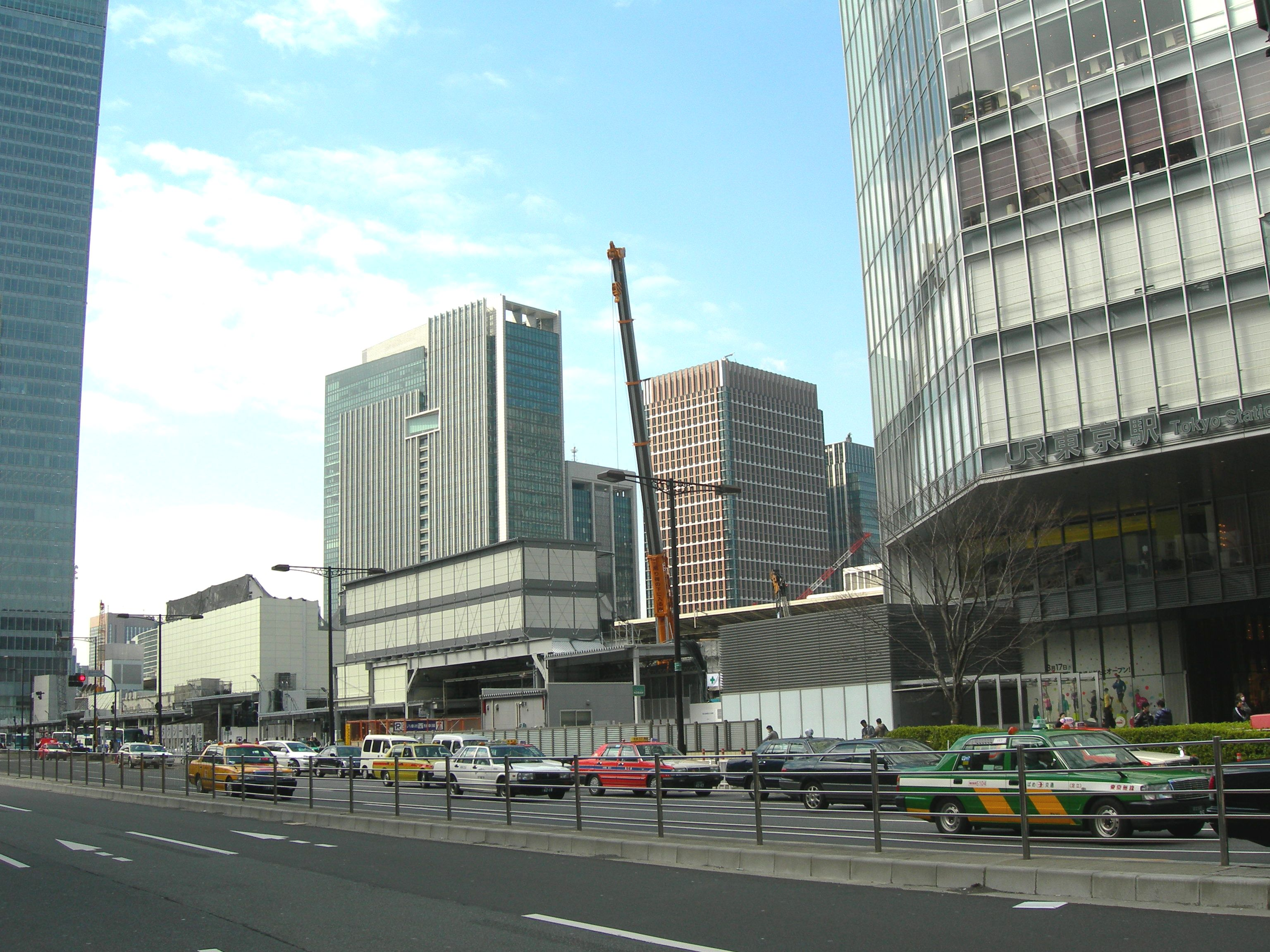
Yaesu-Eingang nach dem Abriss 2010

Yaesu – der abgegrenzte Stadtteil im engeren Sinne – wird im Westen vom Sotobori-dōri (sotobori bedeutet „äußerer Burggraben“ [der Burg Edo]), im Osten durch den Yaesu-naka-dōri, im Norden durch den Nihonbashi-gawa und im Süden durch die „Tokio-Autobahn“ begrenzt und umfasst damit nur einen schmalen in Nord-Süd-Richtung ausgedehnten Streifen. Er grenzt im Westen an Ōtemachi und Marunouchi im Bezirk Chiyoda, im Osten an Nihombashi und Kyōbashi, im Norden an Nihombashi-Hongokuchō und im Süden an Ginza.
Umgangssprachlich umfasst Yaesu insbesondere auch die Gebäude, die wie das GranTokyo auf der Westseite des Sotobori-dōri, aber östlich des Bahnhofs liegen.

## Geschichte
Das ursprüngliche Yaesu lag tatsächlich im heutigen Marunouchi südlich der (wie die meisten japanischen Straßen namenlosen) Straße, die heute zwischen dem Marunouchi Building und dem Mitsubishi Building verläuft. Dort nahe dem inneren Burggraben (uchibori) befand sich auch Jan Joostens Residenz. Marunouchi bezeichnete die Gegend nördlich davon und galt zusammen mit Eirakuchō als gehobenes Viertel innerhalb des äußeren Burggrabens. Nahe dem heutigen Yaesu-Eingang des Bahnhofs befand sich in der Edo-Zeit die Kita-machibugyō-sho, die „nördliche Stadtteilmagistratur“.
In der Meiji-Zeit wurde für den Weg von Kyōbashi nach Marunouchi zwischen der Gofukubashi im Norden und der Kajibashi (鍛冶橋) im Süden 1884 eine neue Brücke über den äußeren Graben errichtet, die Yaesu-bashi. 1914 eröffnete der Bahnhof Tokio, auf dessen Ostseite (heute Yaesu, damals Nihombashi) sofort der äußere Burggraben lag, so dass dort kein Eingang gebaut werden konnte. Erst später wurde der Graben bei der Erweiterung des Bahnhofs zugeschüttet: Die Yaesu-Brücke verschwand wieder, und auf dem ehemaligen Graben entstand der Sotobori-dōri. Dort wurde 1929 der Yaesu-Eingang gebaut, und damit verschob sich die Ortsbezeichnung Yaesu erstmals auf die Ostseite des Burggrabens bzw. des Bahnhofs. Im gleichen Jahr wurden die Ortsnamen in der Umgebung des Bahnhofs neu geordnet und aus dem alten Stadtteil Yaesu wurde Marunouchi 2-chōme. 1954 wurden auch formal die bisherigen Stadtteile Gofukubashi 1- bis 3-chōme und Makichō 1- bis 3-chōme als Yaesu 1- bis 6-chōme neu designiert. In den 1970er Jahren wurde schließlich die heutige Einteilung in zwei chōme vorgenommen.
Der Yaesu-Eingang des Bahnhofs brannte nach Luftangriffen der US Air Force im Juni 1945 nieder, ein zweites Mal kurz nach dem Krieg 1949. 1954 wurde dort das Tetsudō-Kaikan-Building fertiggestellt, das sich zu einem Wahrzeichen Yaesus entwickelte, und das Tokioter Daimaru-Kaufhaus eröffnet. Da die Gebäude auf der Yaesu-Seite des Bahnhofs im Vergleich zu Marunouchi stark gealtert sind, werden diese als Teil des Programms „Station Renaissance“ (ステーションルネッサンス, sutēshon runessansu) der JR Higashi-Nihon zur Zeit neu entwickelt. So wurden 2007 die beiden Türme des GranTokyo eröffnet, das Tetsudō-Kaikan-Building danach abgerissen. Im Frühjahr 2013 soll das GranRoof (グランルーフ, guranrūfu) eröffnet werden, ein Bahnhofsvorplatz für Fußgänger über Straßenniveau, der die beiden Türme des GranTokyo verbindet. Durch den Abriss des Tetsudō-Kaikan-Building erhofft man sich, dass der Seewind von der Bucht von Tokio in Richtung Marunouchi den städtischen Wärmeinsel-Effekt dämpfen kann.